# Ёсидзава, Хитоми
Хитоми Ёсидзава (яп. 吉澤 ひとみ Yoshizawa Hitomi, род. 12 апреля 1985) — японская певица, актриса. Наиболее известна как бывшая участница девичьей идол-группы Morning Musume.

## Биография
Родилась 14 апреля 1985 года в японской префектуре Сайтама, в посёлке Миёси.
Вошла в состав группы Morning Musume в 2000 году как участница 4 поколения (одновременно с Рикой Исикавой, Нодзоми Цудзи и Ай Каго). Дебютировали они все четверо в 9-м сингле группы, «Happy Summer Wedding».
В сентябре 2003 года из участниц Hello! Project была сформирована футзальная команда, и капитаном в ней стала Ёсидзава.
После того, как в апреле 2005 году из Morning Musume ушла Мари Ягути, Ёсидзава была назначена лидером (4-м по порядку в истории Morning Musume).
Выпустилась из Morning Musume в мае 2007 года.
В середине 2007 года вместе с другими игроками футзальной команды Gatas Brilhantes H.P. Хитоми Йсидзава вошла в состав музыкальной группы Ongaku Gatas.

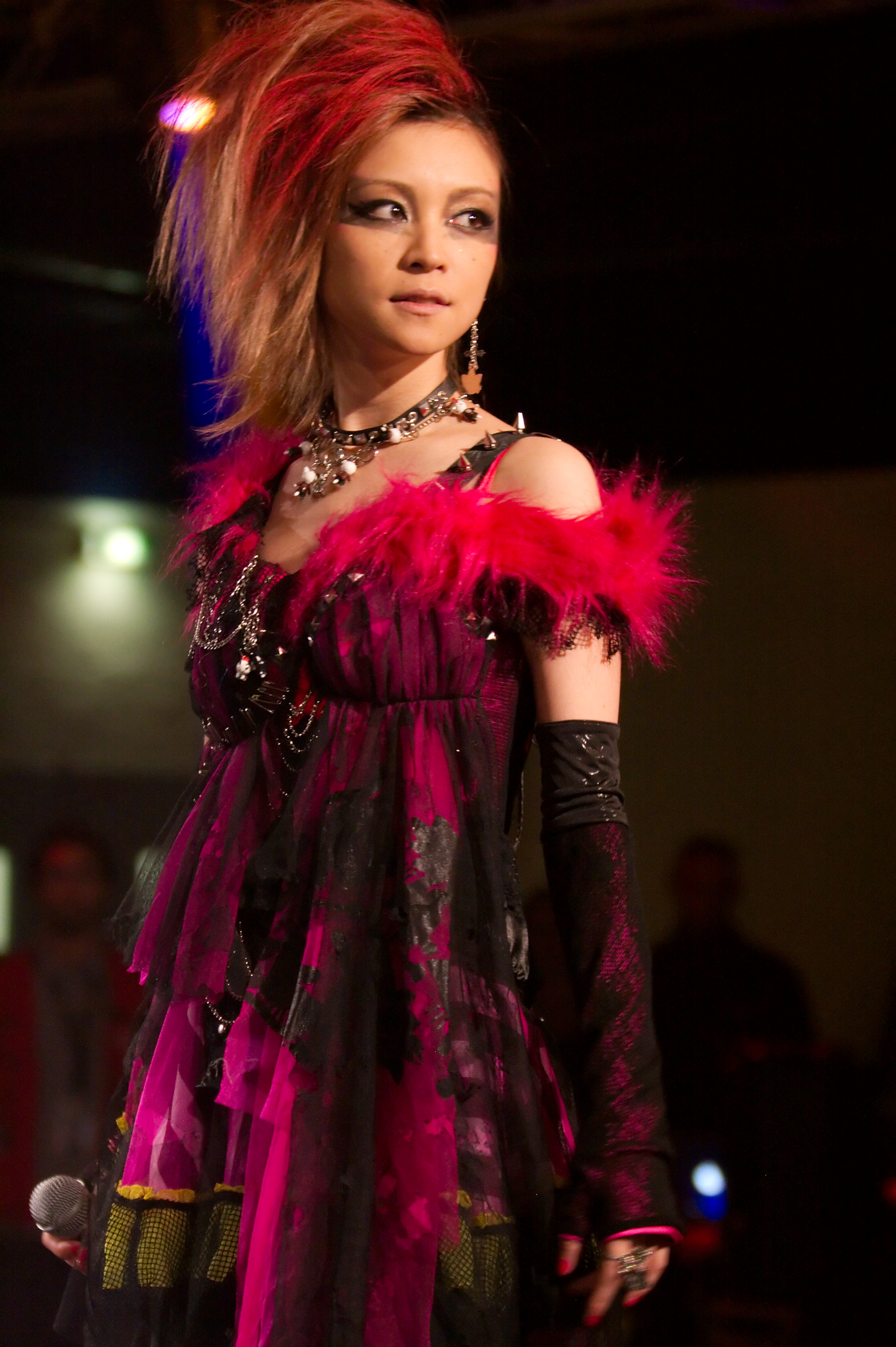
Хитоми Ёсидзава, концерт Hungry & Angry, 2009 г.

12 октября 2008 года было объявлено, что Хитоми Ёсидзава вместе с бывшей коллегой по Morning Musume Рикой Исикавой составят музыкальный дуэт Hangry & Angry. Дуэт был основан при сотрудничестве одноимённого токийского магазина моды, создающего одежду в стиле харадзюку.
19 октября 2008 года было объявлено, что Хитоми Ёсидзава и другие члены Elder Club выпустятся из Hello! Project 31 марта 2009 года.
В 2010 году Хитоми Ёсидзава вошла в новосозданную группу Dream Morning Musume, составленную из нескольких бывших участниц Morning Musume. Группа выпустила один сингл.
В мае 2012 года Хитоми Ёсидзава и Рика Ёсикава стали опять выступать вместе, на этот раз как дуэт под названием ABCHO (Абчо).
В апреле 2014 года, в свой 29-й день рождения, Хитоми Ёсидзава открыла (начала вести) собственный официальный блог.
6 сентября 2018 года Хитоми была арестована. В состоянии алкогольного опьянения, она проехала на красный свет, сбила молодую велосипедистку и зацепила прохожего, после скрылась с места происшествия, но потом всё же сдалась полиции. Спустя три недели была отпущена на свободу под залог в 3 миллиона иен. 28 сентября агентство J.P ROOM опубликовало совместное заявление с Хитоми, объявив, что они пришли к взаимному соглашению о прекращении контракта, она решила уйти из шоу-бизнеса, очень сожалеет о своём поступке и желает скорейшего выздоровления пострадавшим. 30 ноября окружным судом Токио была приговорена к 2 годам лишения свободы и 5 годам условно.
Личная жизнь: В 2015 году вышла замуж. 29 июля 2016 году родила сына.

## Музыкальные коллективы
- Morning Musume (2000—2007)
- Petit Moni (2000—2009)
- Venus Mousse (2002—2003)
- Morning Musume Otomegumi (2003—2007)
- Ongaku Gatas (2007—2010)
- Hangry & Angry (2008—2011)
- Dream Morning Musume (2011—2012)
- ABCHO (2012)

и др.

## Дискография
Список релизов группы Morning Musume см. в статье «Дискография Morning Musume».

## Фильмография

### Кинофильмы
- 2000 — Pinch Runner (яп. ピンチランナー)
- 2002 — Tokkaekko (яп. とっかえっ娘。)
- 2003 — Koinu Dan no Monogatari (яп. 仔犬ダンの物語)

### Телефильмы
- 2002 — Ore ga Aitsu de Aitsu ga Ore de (яп. おれがあいつであいつがおれで)
- 2004 — Motto Koiseyo Otome (яп. もっと恋セヨ乙女)
- 2007 — Shinkansen Girl (яп. 新幹線ガール)

### Фотокниги
| № | Название                                                             | Дата выхода    | Издательство               | ISBN                   | Примечания                                  |
| - | -------------------------------------------------------------------- | -------------- | -------------------------- | ---------------------- | ------------------------------------------- |
| 1 | Yossy (яп. よっすぃ)                                                 | 6 октября 2001 | Wani Books                 | ISBN 978-4-8470-2676-8 | 1-я сольная фотокнига                       |
| 2 | Pocket Morning Musume (Vol. 1) (яп. ポケットモーニング娘。〈Vol.1〉) | сентябрь 2003  | Rokusaisha                 | ISBN 978-4-8463-0525-3 | Карманная фотокнига участниц 4-го поколения |
| 3 | 8teen                                                                | 20 марта 2004  | Wani Books                 | ISBN 978-4-8470-2798-7 | 2-я сольная фотокнига                       |
| 4 | Hello! Yossy                                                         | 20 апреля 2007 | Kadokawa SS Communications | ISBN 978-4-8275-3051-3 | 3-я сольная фотокнига                       |